# 吳建三
吳建三（?—?），湖南省長沙府長沙縣人，清朝政治人物、進士出身。
光緒二十九年（1903年），参加光緒癸卯科殿試，登進士二甲第37名。同年閏五月，以主事分部学习。